# جايسون فيشر
جايسون فيشر (بالإنجليزية: Jason Fischer) هو فنان قتال مختلط أمريكي، ولد في 7 يونيو 1983 في بلدة ريدفورد في الولايات المتحدة.

## وصلات خارجية
- جايسون فيشر على موقع بيلاتور (الإنجليزية)
- جايسون فيشر على موقع شيردوغ (الإنجليزية)
- جايسون فيشر على موقع IMDb (الإنجليزية)